# دانا فوكس (كاتبة)
دانا فوكس (بالإنجليزية: Dana Fox)‏ هي كاتبة سيناريو أمريكية، ولدت في 16 يوليو 1976 في Brighton, Monroe County, New York ‏ في الولايات المتحدة.

## وصلات خارجية
- دانا فوكس على موقع IMDb (الإنجليزية)
- دانا فوكس على موقع ألو سيني (الفرنسية)
- دانا فوكس على موقع أول موفي (الإنجليزية)
- دانا فوكس على موقع قاعدة بيانات الأفلام السويدية (السويدية)
- دانا فوكس على موقع قاعدة بيانات الفيلم (الإنجليزية)